# مزار (آرامگاه)

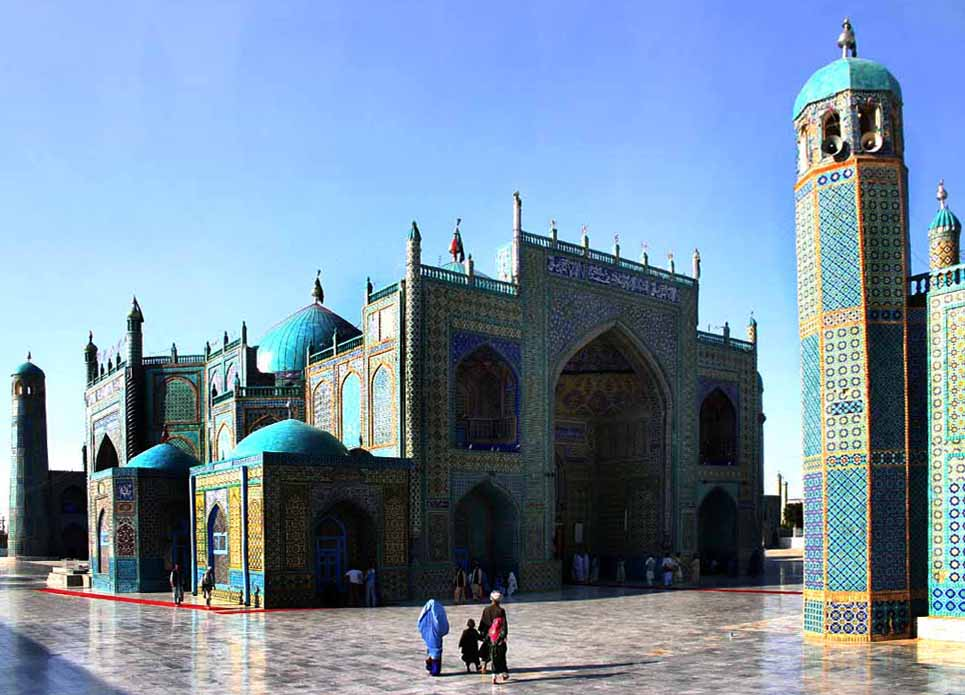
مزار علی در شهر مزار شریف، افغانستان، یکی از مدفن‌های مشهور علی، پسر عمو و داماد محمد.

مزار یا ضریح آرامگاه یا زیارتگاه یک فرد مقدس یا رهبر مذهبی برجسته در برخی از نقاط جهان است. در متون تاریخی از واژه‌های مشهد یا مقام نیز برای نشان دادن همین مفهوم استفاده می‌شوند.